# خاطرات روی سنگ
خاطرات روی سنگ (تولید ۲۰۱۴) به کارگردانی شوکت امین کورکی فیلمی انتقادی دربارهٔ جامعه محافظه‌کار کردستان عراق و مشکلات پیش روی فیلمسازان و البته کشتار انفال (مهم‌ترین فاجعه کردستان در دوران صدام حسین) است که تا کنون ۱۵ جایزه بین‌المللی از جمله بهترین فیلم جهان عرب در جشنواره بین‌المللی ابوظبی ۲۰۱۴ را برنده شده‌است. از مشخصات این فیلم آن است که اگرچه به موضوع فاجعه انفال اشاره می‌کند اما از آن به عنوان پروپاگاندا و تبلیغات کردی استفاده نکرده و از جایگاهی ملی و با حسن نیت شفاف به انتقاد جامعه خود می‌پردازد.
کورکی کارگردان آن نیز در کارنامه خود جوایز متعدد بسیاری دارد و این فیلم سومین و موفق‌ترین فیلم بلند وی می‌باشد. وی اصالتاً کرد عراقی است که در ایران در زمینه سینما تحصیل و کار کرده و اکنون در اربیل کردستان عراق زندگی می‌کند و مشغول است.

## کارگردان
شوکت امین کورکی، متولد ۱۹۷۳ میلادی در زاخو کردستان عراق، نویسنده، تهیه‌کننده و کارگردان است که در پی سرکوب ۱۹۷۵ رژیم بعث، همراه با خانواده به ایران پناه برد و تا سال ۲۰۰۰ در ایران بود. فیلم‌های کوتاه او از ۱۹۹۷ تا ۲۰۰۵ بودند و در جشنواره‌های بین‌المللی برنده جوایزی نیز شدند. «جایی برای بازی» دومین کار سینمایی وی تولید ۲۰۰۹ نیز ۱۲ جایزه بین‌المللی را برنده شد از جمله جایزه امواج نو جشنواره بین‌المللی فیلم پوسان.

## داستان
موضوع این فیلم داستان تراژدی و طنز تلخ ساختن یک فیلم (در دوران پس از بعث) دربارهٔ کشتار انفال در زمان رژیم عربی سوسیالیستی بعث است و پیرامون دختری که پدرش در این کشتار کشته شده و پسر عمویش به وی اجازه بازی در فیلمی که در این باره ساخته می‌شود را نمی‌دهد و عمویی که بازی دختر در فیلم را بیناموسی می‌پندارد و کارگردانی که دور از خانواده خود که در آلمان هستند در کردستان با مشکلات مالی و بسته شدن تنها سینمای شهر و مشکلات قطع برق مکرر و نبود برق اضطراری مناسب دست و پنجه نرم می‌کند.